# Коториба
46°22′ пн. ш. 16°49′ сх. д. / 46.36° пн. ш. 16.82° сх. д.
Коториба (хорв. Kotoriba) – громада і населений пункт в Меджимурській жупанії Хорватії.

## Населення
Населення громади за даними перепису 2011 року становило 3 224 осіб, 1 з яких назвав рідною українську мову. 
Динаміка чисельності населення громади:

## Клімат
Середня річна температура становить 10,34°C, середня максимальна – 24,55°C, а середня мінімальна – -6,12°C. Середня річна кількість опадів – 759,00 мм.
| Клімат поселення                              | Клімат поселення | Клімат поселення | Клімат поселення | Клімат поселення | Клімат поселення | Клімат поселення | Клімат поселення | Клімат поселення | Клімат поселення | Клімат поселення | Клімат поселення | Клімат поселення | Клімат поселення |
| Показник                                      | Січ.             | Лют.             | Бер.             | Квіт.            | Трав.            | Черв.            | Лип.             | Серп.            | Вер.             | Жовт.            | Лист.            | Груд.            |                  |
| Середній максимум, °C                         | 5,50             | 7,39             | 11,92            | 16,60            | 22,11            | 24,55            | 23,88            | 23,46            | 19,26            | 14,04            | 8,40             | 4,80             |                  |
| Середня температура, °C                       | −0,32            | 1,60             | 6,11             | 10,80            | 16,30            | 18,76            | 20,07            | 19,65            | 15,40            | 10,23            | 4,59             | 0,97             |                  |
| Середній мінімум, °C                          | −6,12            | −4,22            | 0,30             | 4,99             | 10,49            | 12,94            | 16,26            | 15,81            | 11,60            | 6,40             | 0,77             | −2,85            |                  |
| Норма опадів, мм                              | 38               | 36               | 45               | 60               | 69               | 86               | 84               | 75               | 72               | 63               | 77               | 54               |                  |
| Середньомісячна швидкість вітру, м/с          | 2.20             | 2.50             | 2.80             | 2.80             | 2.50             | 2.30             | 2.20             | 2.00             | 2.00             | 2.10             | 2.20             | 2.30             |                  |
| Середньомісячна сонячна радіація, кДж/м²·день | 3927             | 6743             | 10606            | 15063            | 19262            | 21064            | 21709            | 18996            | 14017            | 8623             | 4456             | 3192             |                  |
| --------------------------------------------- | ---------------- | ---------------- | ---------------- | ---------------- | ---------------- | ---------------- | ---------------- | ---------------- | ---------------- | ---------------- | ---------------- | ---------------- | ---------------- |
| Джерело:                                      |                  |                  |                  |                  |                  |                  |                  |                  |                  |                  |                  |                  |                  |